# Antipurgatorio

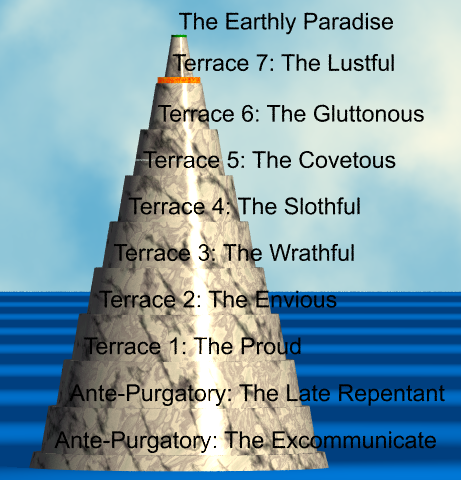
Struttura del Purgatorio dantesco nella Divina Commedia: i primi due strati a partire da terra compongono l'"Antipurgatorio"

L'Antipurgatorio è quella parte del Purgatorio che precede l'entrata vera e propria del regno oltremondano.

## NellaDivina Commedia
Nella Divina Commedia di Dante Alighieri, esso è costituito dalla spiaggia su cui approdano le anime espianti e dalle falde della montagna, sulle quali le anime dei negligenti attendono di iniziare il loro cammino di purificazione nelle sette cornici del Purgatorio. Il termine "antipurgatorio" fu coniato dai commentatori del periodo intermedio, mentre non ricorre in Dante. L'antipurgatorio è circondato di aria, allegoria dei residui di vita terrena. I gironi del Purgatorio però sono situati nell'aestus, ovvero nella regione più alta dell'aria, quella più prossima alla sfera del fuoco. In quest'area i vapori terreni, che, secondo Aristotele, erano la causa delle perturbazioni terrestri, non possono propagarsi e quindi, al pari delle aree eteriche del paradiso, si tratta di una zona priva di ogni alterazione (Purg. XXI, 43-54).
Nei primi canti del Purgatorio, osserviamo come siano divisi in diverse schiere. Dante ne menziona quattro: 
- i morti scomunicati, ma che in punto di morte si rivolsero a Dio. Si muovono lentamente lungo la costa del monte e dovranno restare nell'Antipurgatorio per un periodo pari a trenta volte la durata della scomunica (Purg. III, 58-145);
- coloro che per pigrizia trascurarono di praticare la virtù. Sono seduti presso un pietrone in attitudine neghittosa (Purg. IV, 98-139);
- coloro che, morti di morte violenta, negli ultimi istanti si pentirono e perdonarono i loro uccisori. Anche questi si muovono su un balzo del monte. Pare sia in comune alla seconda e terza schiera il dover restare nell'Antipurgatorio tanto tempo quanto vissero (Purg. IV, 130-131; Purg. XI, 127-131; Purg. V, 22-136; Purg. VI, 1-124);
- prìncipi che trascurarono i loro compiti, ma infine si pentirono. Questi si trovano in una valletta amena (Purg. VII, 65-136; Purg. VIII, 1-139).[3]